# عادل نابي
عادل نابي (بالإنجليزية: Adil Nabi)‏ (28 فبراير 1994 في المملكة المتحدة - ) هو لاعب كرة قدم بريطاني في مركز الهجوم. شارك مع منتخب إنجلترا تحت 16 سنة لكرة القدم ومنتخب إنجلترا تحت 17 سنة لكرة القدم. أما مع النوادي، فقد لعب مع نادي دلهي ديناموس ووست بروميتش ألبيون ونادي بيتربورو يونايتد.

## وصلات خارجية
- عادل نابي على موقع قاعدة بيانات كرة القدم.إي يو (الإنجليزية)
- عادل نابي على موقع Soccerway.com (الإنجليزية)
- عادل نابي على موقع AS.com (الإسبانية)